# Dakota (fóssil)
Dakota é o apelido dado ao fóssil Edmontosaurus annectens encontrado na Formação Hell Creek em Dakota do Norte. Tem cerca de 67 milhões de anos. Dakota tinha cerca de 12 metros de comprimento e pesava cerca de 35 toneladas.

## Preservação
O fóssil é incomum e cientificamente valioso porque os tecidos moles, incluindo pele e músculos, foram fossilizados, dando aos pesquisadores a rara oportunidade de estudar mais do que ossos, como acontece com a maioria dos fósseis de vertebrados. Os resultados da pesquisa preliminar indicam que os hadrossauros tinham caudas mais pesadas e eram capazes de correr mais rápido do que se pensava anteriormente.